# Servoverstärker

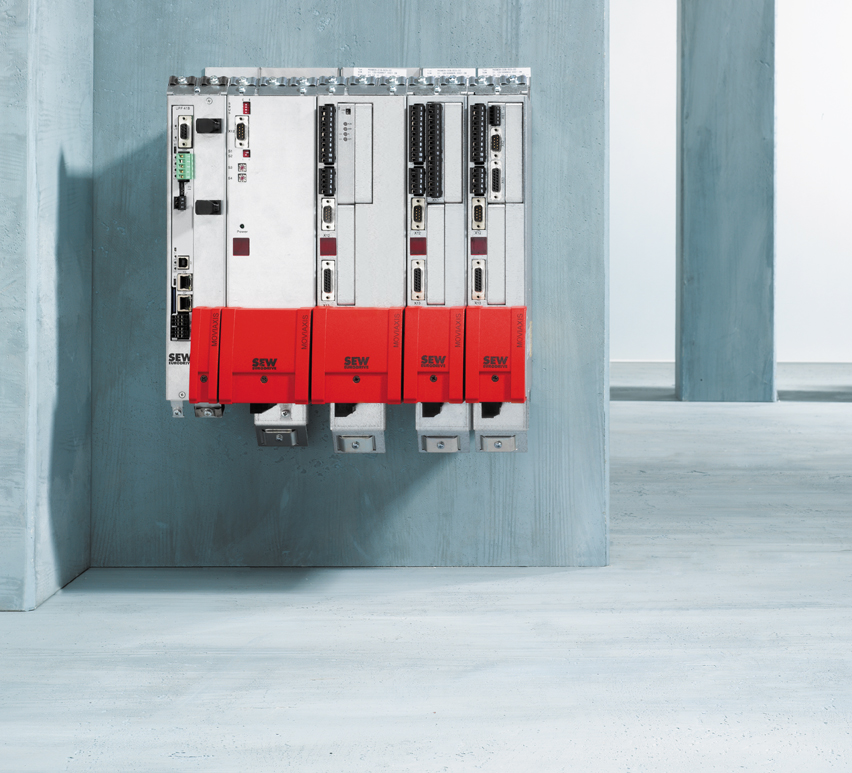
Servoverstärker

Als Servoverstärker oder Servoregler bezeichnet man die zur Drehzahl- und Drehmomentenstellung von Servomotoren erforderlichen leistungselektronischen Stellglieder, die ein in der Frequenz und der Amplitude steuerbares dreiphasiges Wechselspannungssystem bereitstellen können. Der Servoverstärker bildet das Bindeglied zwischen der Steuerung und dem Servomotor. Seine Aufgabe ist es, das „schwache“ Referenzsignal der Steuerung in ein leistungsstarkes Signal für den Servomotor umzuwandeln. 

## Anforderungen
Bedingt durch den deutlich gestiegenen Rationalisierungs- und Automatisierungsbedarf bei modernen Produktionsmaschinen und -anlagen sind auch die Anforderungen an leistungsfähige Servoverstärker entsprechend gestiegen. Demzufolge arbeiten Servoantriebe nicht mehr als einfache Hilfs- oder Stellantriebe, sondern führen mithilfe von komplexen und leistungsfähigen Technologiefunktionen wie z. B. Winkelsynchronlauf, elektronische Kurvenscheibe, Touch-Probe-Verarbeitung, Momentenregelung wichtige Maschinenfunktionen aus, die in der Vergangenheit über mechanische Lösungen realisiert wurden.
Durch die rasanten Weiterentwicklungen in der Digitaltechnik geht der aktuelle Trend dahin, immer mehr Funktionen in einen Servoverstärker zu integrieren. Heutige Servoverstärker sind daher in der Lage, auch komplexere Bewegungsabläufe zu steuern, weshalb die Trennlinie zwischen dem Servoverstärker und der Steuerung immer weiter verblasst.

## Ausführung
Servoverstärker werden grundsätzlich als Einzel- oder Mehrachsvariante ausgeführt. Üblicherweise basiert das Leistungsteil eines Servoverstärkers auf dem Prinzip des Spannungs-Zwischenkreisverstärkers. Der Zwischenkreis wird z. B. über eine B6-Diodenbrücke meist direkt, also ohne Transformator, aus dem 3-phasigen Versorgungsnetz generiert.

## Zwischenkreis
Zur Gestaltung des Zwischenkreises werden u. a. Kondensatoren eingesetzt. Die Summe der im Zwischenkreis verwendeten Kapazitäten der Kondensatoren bestimmen die Ausführungsart des Zwischenkreises. Im Fachjargon spricht man bei geringen Kapazitäten von einem "dünnen" Zwischenkreis, bei hohen Kapazitäten von einem „dicken“ Zwischenkreis. Beide Ausführungen bieten Vor- und Nachteile.

## Vorteile
Moderne und leistungsfähige Servoverstärker weisen mehrere Vorteile gegenüber klassischen Lösungen auf. Sie sind beispielsweise programmierbar oder flexibel parametrier- oder seit neuestem auch grafisch konfigurierbar und sind somit in der Lage, auch anspruchsvolle Technologien wie Winkelsynchronlauf und elektronische Kurvenscheiben  ohne übergeordnete Steuerung autark zu realisieren. Außerdem ist es oft auch möglich, eine Steuerungskarte für die Achskoordination und klassische SPS-Funktionalität in einen Servoverstärker zu integrieren. Hierdurch wird, mit den im Grundumfang integrierten Funktionen, eine feine Skalierbarkeit der Funktionalität im Hinblick auf den Aufwand und Invest möglich.